# Wach auf, mein Herz, die Nacht ist hin
Wach auf, mein Herz, die Nacht ist hin ist ein Osterlied des Evangelischen Gesangbuchs.

## Geschichte
Der Text des Liedes wurde vom Bremer Pietisten und Musikdirektor Laurentius Laurentii (dt. Laurens Laurensen, 1660–1722) verfasst. Er erschien erstmals in der geistlichen Liedersammlung Evangelia Melodica im Jahr 1700. 
Überschrieben waren die Strophen ursprünglich mit dem Titel „Am 1. Oster-Feyertage“ und von einer anderen Melodie untersetzt. Genutzt wird heute im Evangelischen Gesangbuch (Nr. 114) die Melodie des Berliner Kantors und Komponisten Johann Crüger (1598–1662), der sie zusammen mit einem anderen Text erstmals 1653 veröffentlichte.

## Text
1. Wach auf, mein Herz, die Nacht ist hin,

die Sonn ist aufgegangen.

Ermuntre deinen Geist und Sinn,

den Heiland zu umfangen,

der heute durch des Todes Tür

gebrochen aus dem Grab herfür

der ganzen Welt zur Wonne.

2. Steh aus dem Grab der Sünden auf

und such ein neues Leben,

vollführe deinen Glaubenslauf

und lass dein Herz sich heben

gen Himmel, da dein Jesus ist,

und such, was droben, als ein Christ,

der geistlich auferstanden.

3. Vergiss nun, was dahinten ist,

und tracht nach dem, was droben,

damit dein Herz zu jeder Frist

zu Jesus sei erhoben.

Tritt unter dich die böse Welt

und strebe nach des Himmels Zelt,

wo Jesus ist zu finden.

4. Quält dich ein schwerer Sorgenstein,

dein Jesus wird ihn heben;

es kann ein Christ bei Kreuzespein

in Freud und Wonne leben.

Wirf dein Anliegen auf den Herrn

und sorge nicht, er ist nicht fern,

weil er ist auferstanden.

5. Geh mit Maria Magdalen

und Salome zum Grabe,

die früh dahin aus Liebe gehn

mit ihrer Salbungsgabe,

so wirst du sehn, dass Jesus Christ

vom Tod heut auferstanden ist

und nicht im Grab zu finden.
6. Es hat der Löw aus Judas Stamm

heut siegreich überwunden,

und das erwürgte Gotteslamm

hat uns zum Heil erfunden

das Leben und Gerechtigkeit,

weil er nach überwundnem Streit

den Feind zur Schau getragen.

7. Drum auf, mein Herz, fang an den Streit,

weil Jesus überwunden;

er wird auch überwinden weit

in dir, weil er gebunden

der Feinde Macht, dass du aufstehst

und in ein neues Leben gehst

und Gott im Glauben dienest.

8. Scheu weder Teufel, Welt noch Tod,

noch gar der Hölle Rachen.

Dein Jesus lebt, es hat kein Not,

er ist noch bei den Schwachen

und den Geringen in der Welt

als ein gekrönter Siegesheld;

drum wirst du überwinden.

9. Ach mein Herr Jesu, der du bist

vom Tode auferstanden,

rett uns aus Satans Macht und List

und aus des Todes Banden,

dass wir zusammen insgemein

zum neuen Leben gehen ein,

das du uns hast erworben.

10. Sei hochgelobt in dieser Zeit

von allen Gotteskindern

und ewig in der Herrlichkeit

von allen Überwindern,

die überwunden durch dein Blut;

Herr Jesu, gib uns Kraft und Mut,

dass wir auch überwinden.

## Inhalt
Der Text des Liedes kann als Beispiel für eine „Überleitung“ von einem „reformatorischen Verkündigungslied“ zu einem „pietistischen Erweckungslied“ verstanden werden. Im Mittelpunkt steht die lobpreisende Einzelperson. Erst in den letzten beiden Strophen wird zum „Wir“, zur Gemeinschaft bzw. Gemeinde, übergegangen. Bezug genommen wird auf das Osterevangelium (Mk 16,1–7 ) sowie auf Offb 12,10f . Des „Todes Bande“ (Ps 18,5 ) wird überwunden, „in dieser Zeit“ und auf „ewig in der Herrlichkeit“.

## Melodie
Johann Crüger verwendete für seine Melodie einen Teil des Osterpsalms (Psalm 189 im Genfer Psalter), die sich heute auch beim Lied Sei Lob und Ehr dem höchsten Gut (EG Nr. 326) findet. Diese ursprüngliche Osterpsalm-Melodie ist in Gänze heute mit dem Lied Nr. 294, Nun saget Dank, verbunden.

## Verbreitung
Der Text ist heute in über zehn Gesangbüchern nachweisbar. Dazu gehören u. a. das Gesangbuch der Evangelisch-reformierten Kirchen der deutschsprachigen Schweiz von 1998 und das Lutherische Gesangbuch von 2017; aber auch die älteren Gesangbücher der Neuapostolischen Gemeinden von 1925, der deutschsprachigen evangelischen Gemeinden in Rumänien von 1974 sowie der Herrnhuter Brüdergemeine von 1967.